# گالینا مینایچوا
گالینا مینایچوا (روسی: Галина Яковлевна Минаичева؛ زادهٔ ۱۷ اکتبر ۱۹۲۹) ژیمناست هنری اهل روسیه است.
وی در مسابقات کشوری و بین‌المللی در مجموع برندهٔ ۲ مدال طلا، ۱ مدال نقره، ۱ مدال برنز شده‌است.